# 氷川神社 (東京都港区白金)
氷川神社（ひかわじんじゃ）は、東京都港区白金二丁目にある神社。同区内赤坂にある赤坂氷川神社、元麻布にある麻布氷川神社と区別するために、白金氷川神社（しろかねひかわじんじゃ）とも称される。東京の港区では最古の神社である。

## 祭神
- 素盞嗚尊[1]
- 日本武尊[1]
- 櫛稲田姫[1]

## 由緒
白鳳時代に創建されたと伝えられている。
江戸時代中期の明和9年（1772年）におきた明和の大火により焼亡。江戸後期に社殿は再建された。しかし、太平洋戦争末期の昭和20年（1945年）空襲によって再度焼失した。現在の社殿は昭和33年（1958年）に竣工したものである。

## 氏子地域
- 白金一丁目3～29
- 白金二丁目1～3･5～7
- 白金三丁目2～23
- 白金四丁目1～10･12～15
- 白金五丁目4～8
- 白金六丁目1～23
- 白金台一丁目1～5
- 白金台二丁目1～5･12～17
- 白金台三丁目1～2･7～19
- 白金台四丁目2～3･5･7～20
- 白金台五丁目1～18

## 境内

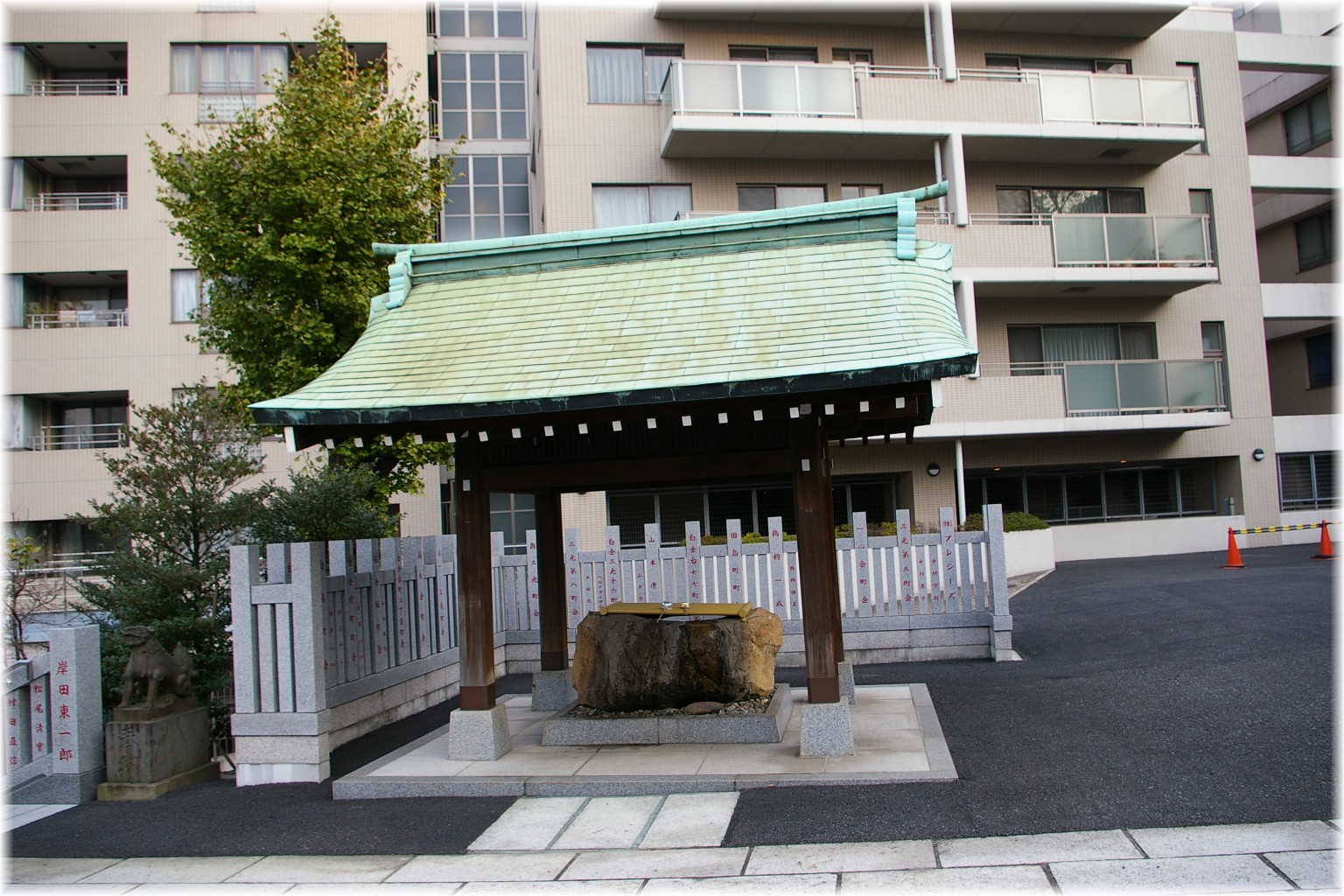
手水舎
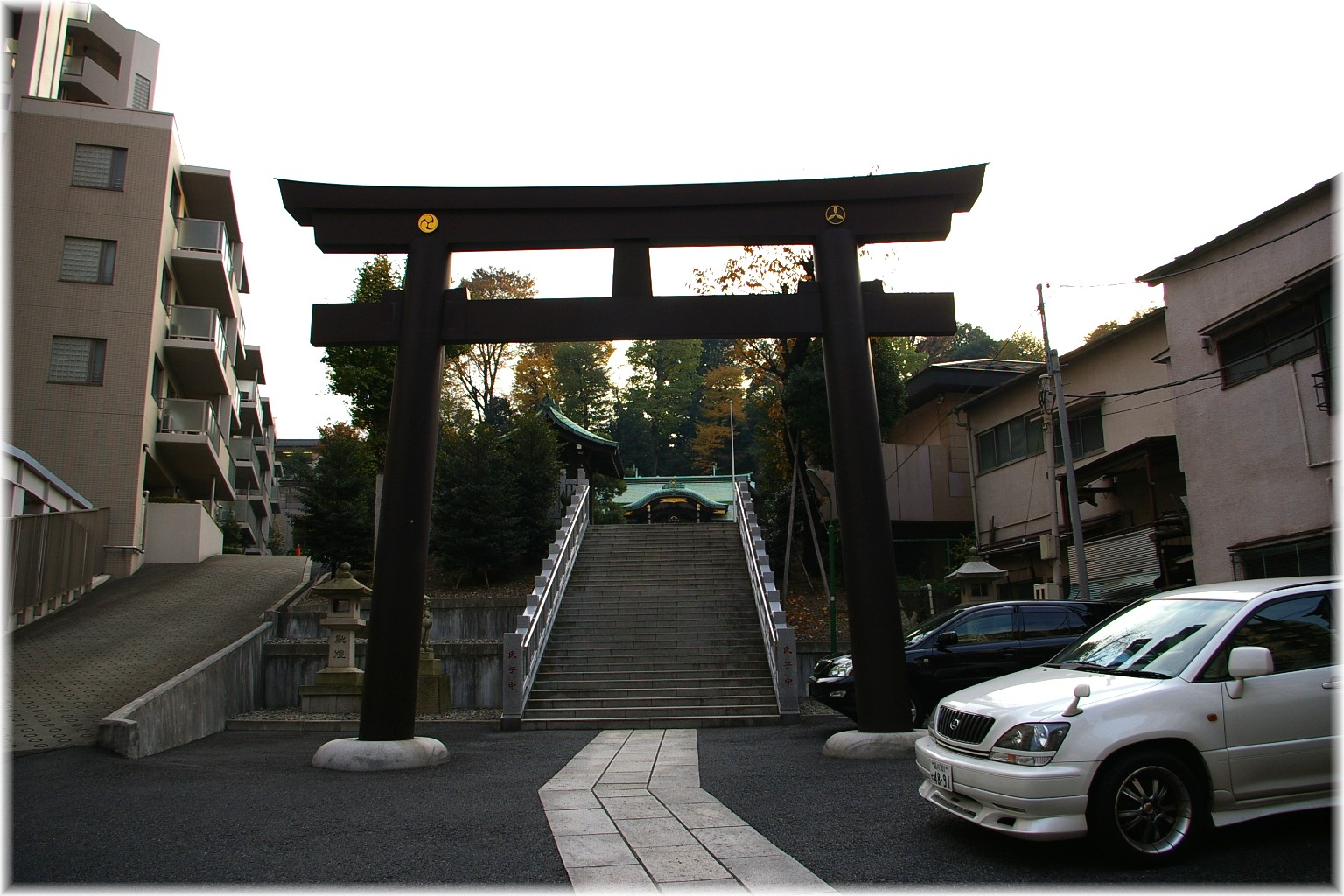
鳥居
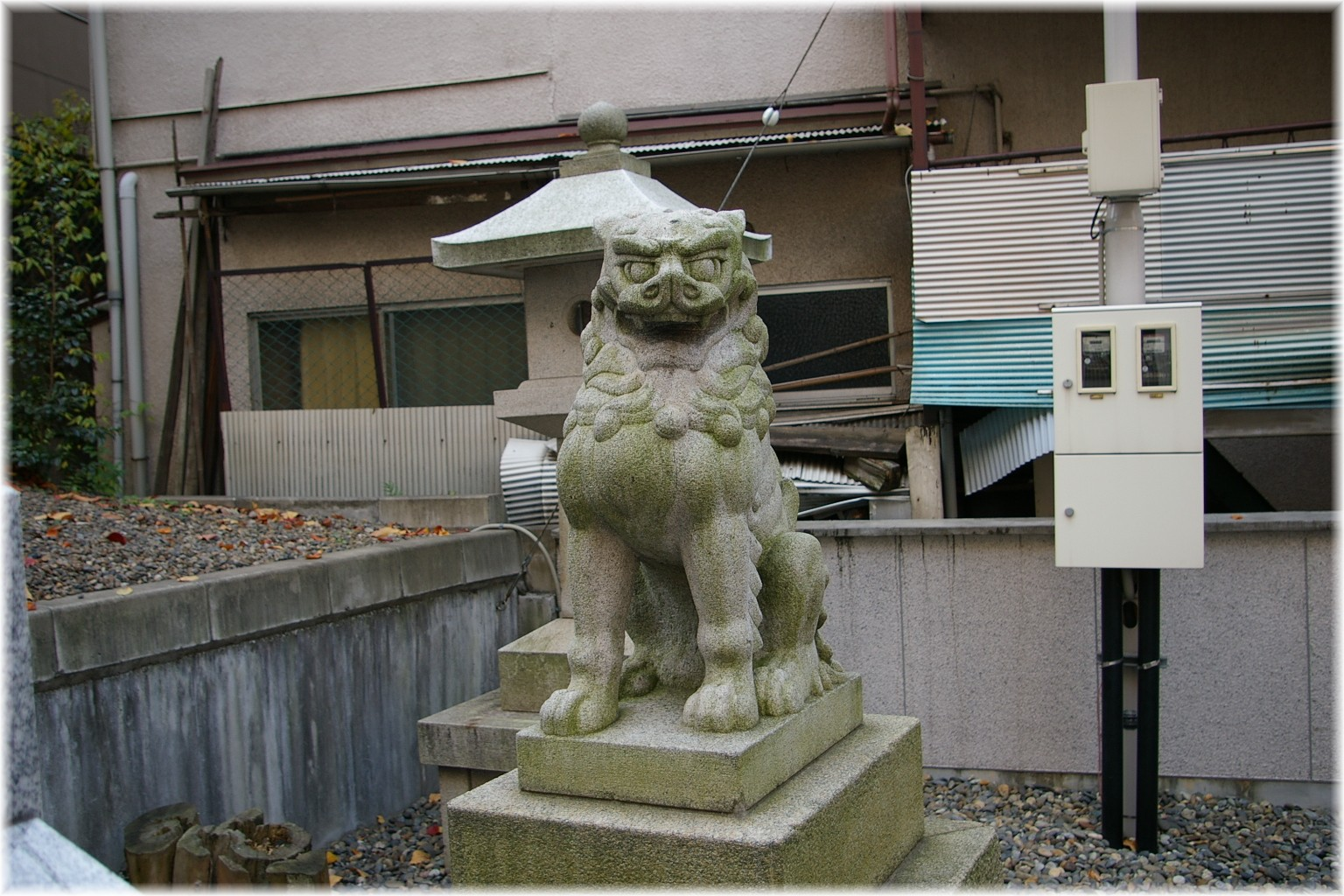
狛犬
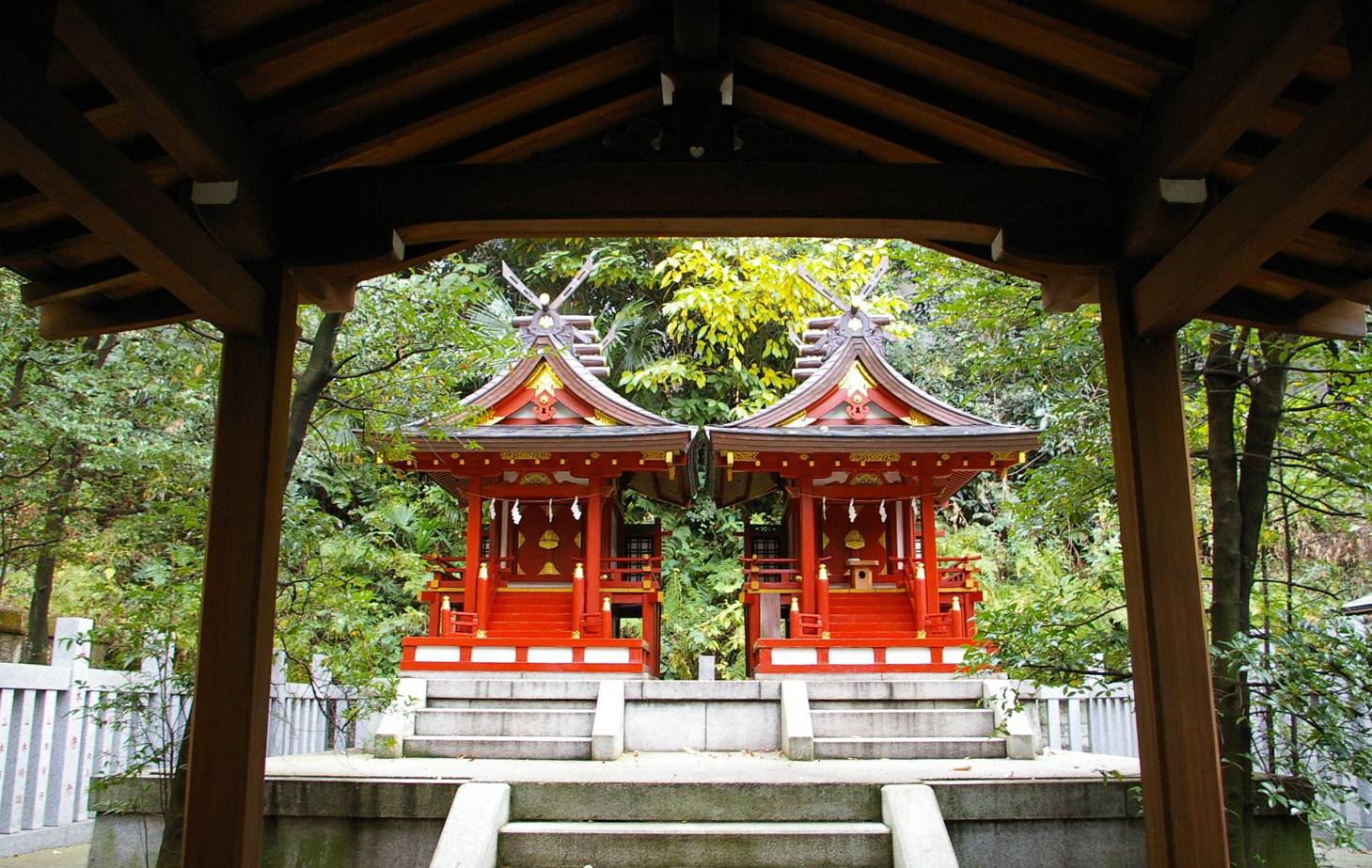
建武神社
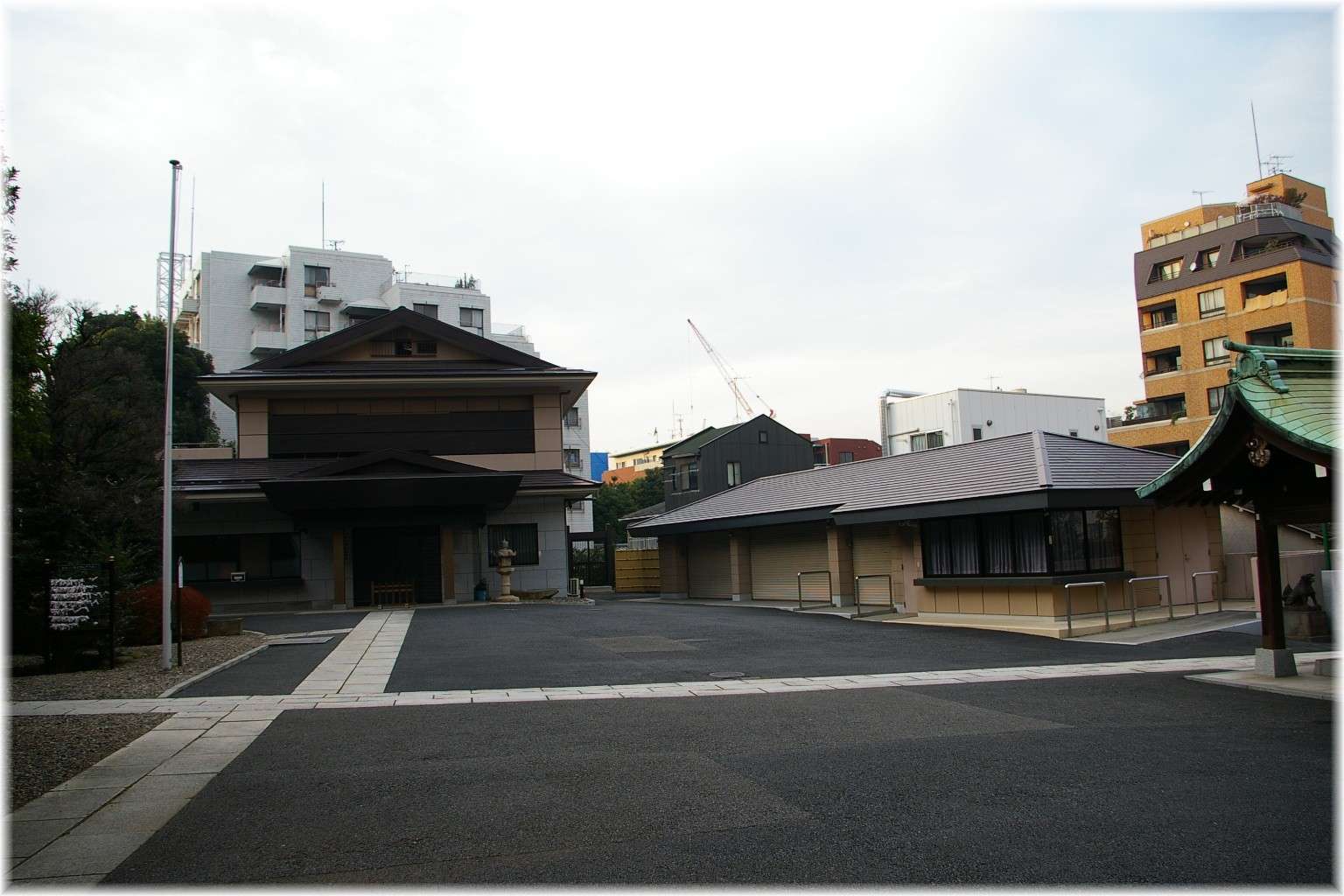
社務所
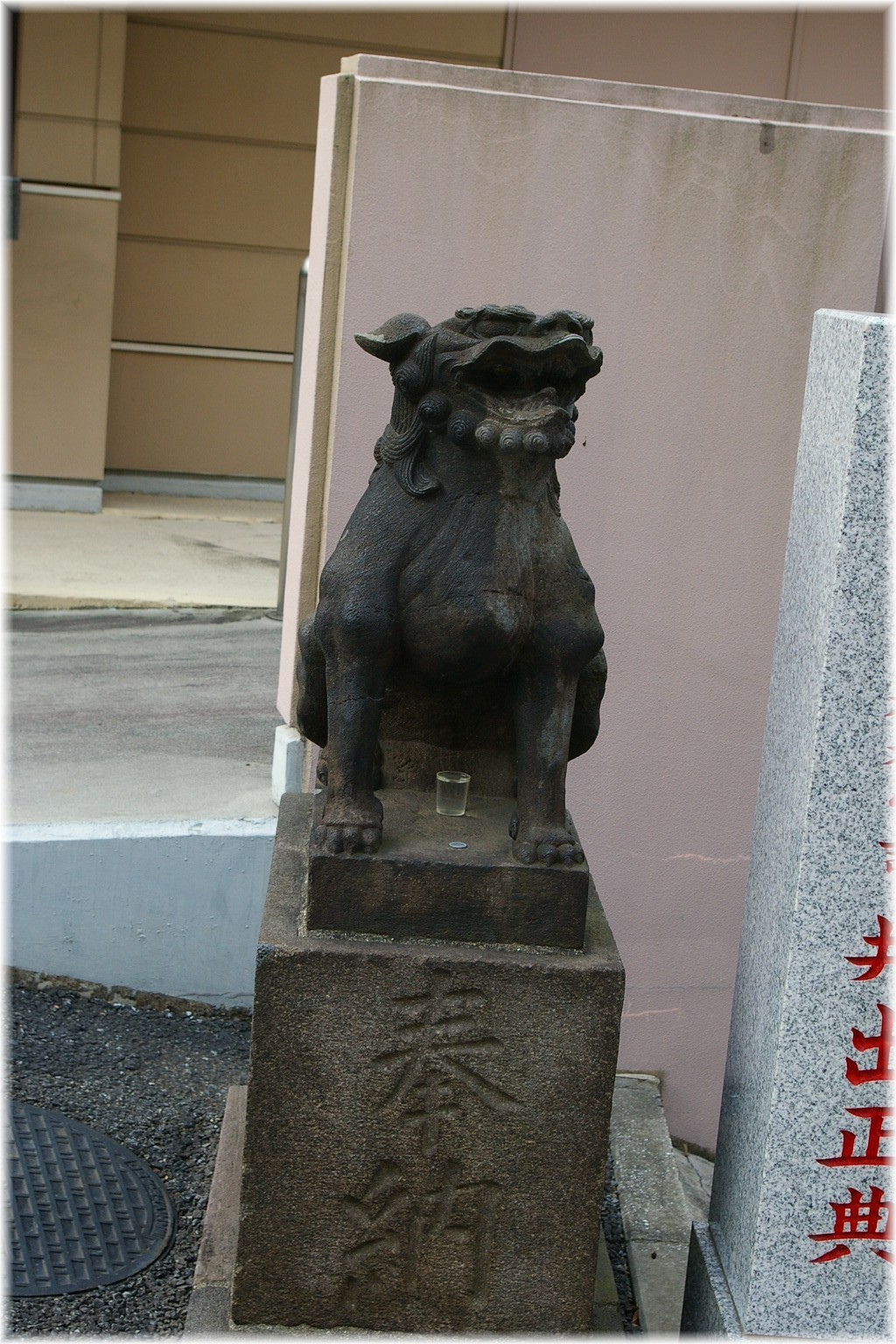
狛犬
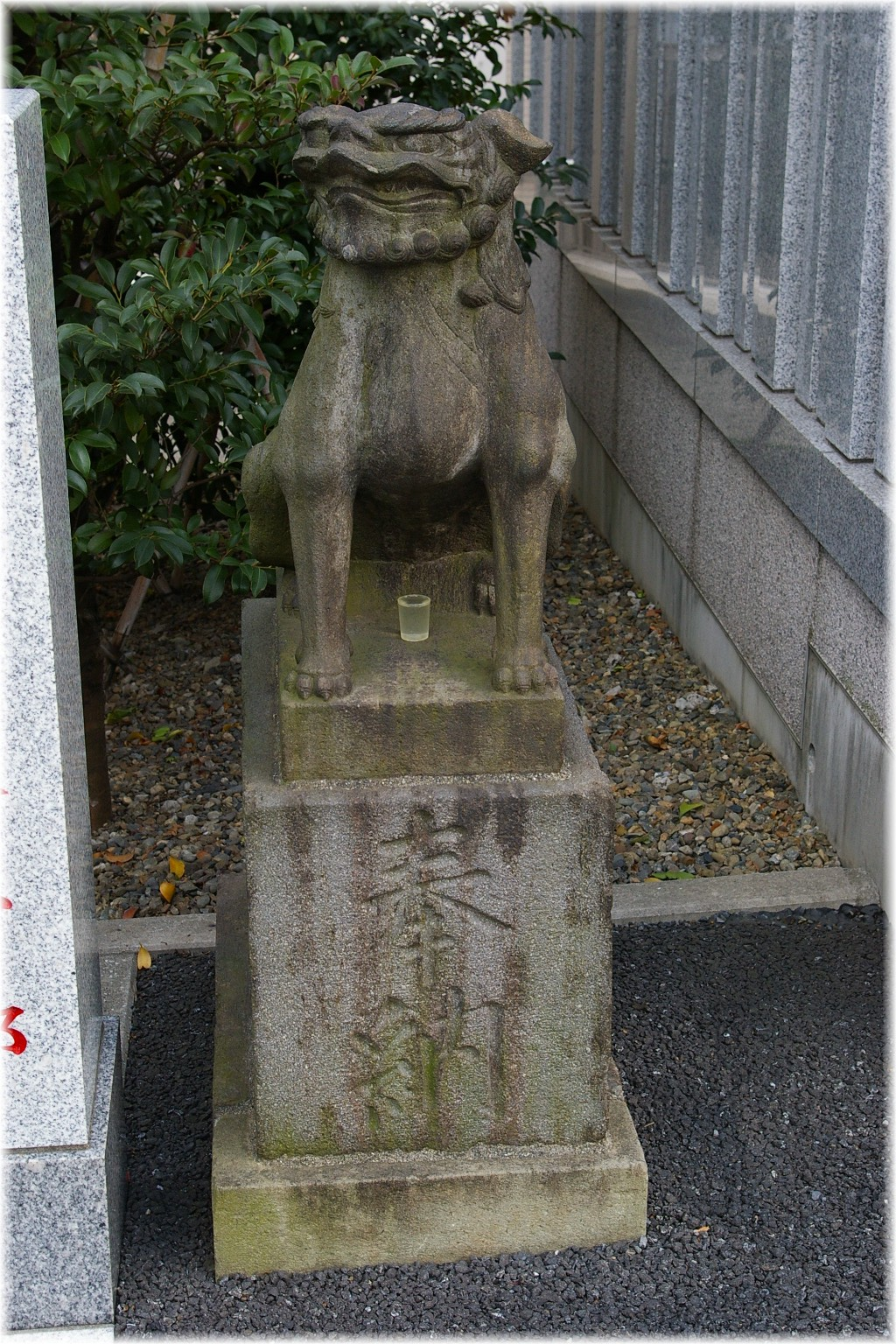
狛犬
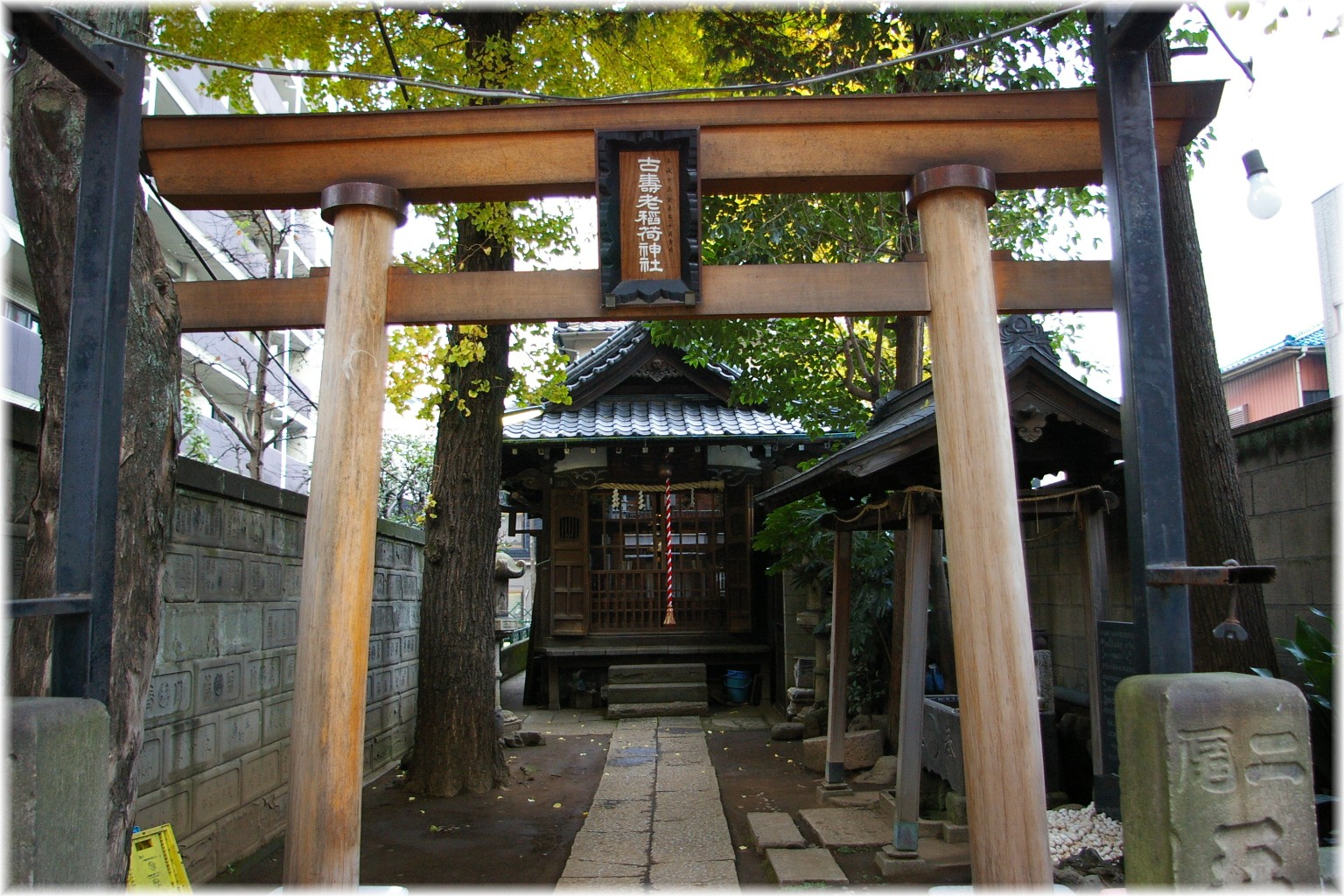
古寿老稲荷神社